# Macristis pharosalis
Macristis pharosalis là một loài bướm đêm trong họ Noctuidae.